# Уэчураба
Уэчураба (исп. Huechuraba) — коммуна в Чили. Одна из городских коммун города Сантьяго. Коммуна входит в состав провинции Сантьяго и Столичной области.

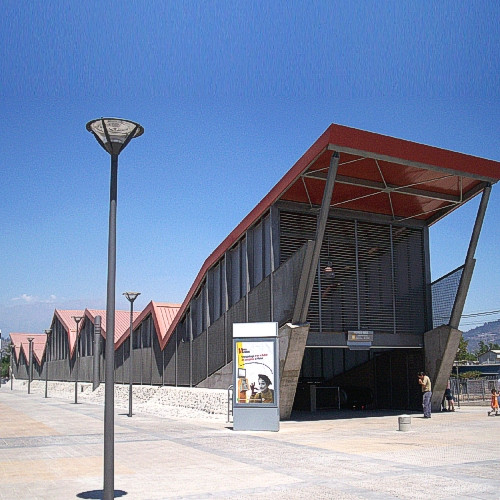
Станция Веспусио-Норте

Территория — 44,8 км². Численность населения — 98 671 житель (2017). Плотность населения — 2202,5 чел./км².

## Расположение
Коммуна расположена на севере города Сантьяго.
Коммуна граничит:
- на севере — c коммуной Колина
- на северо-востоке — c коммуной Ло-Барнечеа
- на юго-востоке — c коммуной Витакура
- на юго-западе — c коммунами Кончали, Реколета
- на западе — c коммуной Киликура

## Демография
Согласно сведениям, собранным в ходе переписи 2017 г. Национальным институтом статистики (INE),  население коммуны составляет:
| Полное население                          | Полное население                          | Полное население                          | Полное население                          | Полное население                          | 98 671 |
| ----------------------------------------- | ----------------------------------------- | ----------------------------------------- | ----------------------------------------- | ----------------------------------------- | ------ |
| в том числе:                              | Городское население                       | 98 572                                    | Процент городского населения, %           | 99,90                                     |        |
|                                           | Сельское население                        | 99                                        | Процент сельского населения, %            | 0,10                                      |        |
|                                           | Мужское население                         | 48 122                                    | Процент мужского населения, %             | 48,77                                     |        |
|                                           | Женское население                         | 50 549                                    | Процент женского населения, %             | 51,23                                     |        |
| Плотность населения, чел./км²             | Плотность населения, чел./км²             | Плотность населения, чел./км²             | Плотность населения, чел./км²             | Плотность населения, чел./км²             | 2202,5 |
| Население коммуны в % к населению области | Население коммуны в % к населению области | Население коммуны в % к населению области | Население коммуны в % к населению области | Население коммуны в % к населению области | 1,39   |

| Динамика изменения населения коммуны | Динамика изменения населения коммуны | Динамика изменения населения коммуны | Динамика изменения населения коммуны |
| ------------------------------------ | ------------------------------------ | ------------------------------------ | ------------------------------------ |
| 1992                                 | 2002                                 | 2012                                 | 2017                                 |
| 61 784                               | 74 070▲                              | 87 667▲                              | 98 671▲                              |